# Arne Gericke
Arne Gericke (ur. 19 listopada 1964 w Hamburgu) – niemiecki polityk, w latach 2006–2010 przewodniczący Niemieckiej Partii Rodzin, poseł do Parlamentu Europejskiego VIII kadencji.

## Życiorys
W 1966 jego rodzina wyjechała do Papui-Nowej Gwinei. W 1979 Arne Gericke powrócił do Niemiec, kształcił się w zawodzie handlowca. Na początku lat 90. był dyrektorem generalnym przedsiębiorstwa handlowego w Czechach, w latach 1994–2004 kierował ośrodkiem dla seniorów. Zajął się następnie wykonywaniem wolnego zawodu (jako doradca w sprawach rodzinnych), motywując to chęcią poświęcenia się rodzinie. Arne Gericke jest żonaty, ma czworo własnych dzieci i trójkę wychowywanych w ramach rodziny zastępczej. W 2012 został wyróżniony tytułem „Ojca Roku” przyznawanym przez federalnego ministra ds. rodziny.
Zaangażował się również w działalność polityczną w ramach Niemieckiej Partii Rodzin, stanął na czele jej regionalnych struktur w kraju związkowym Meklemburgia-Pomorze Przednie. W latach 2006–2010 pełnił funkcję przewodniczącego partii, później został jej pierwszym wiceprzewodniczącym. Był liderem listy wyborczej tego ugrupowania w wyborach europejskich w 2009 i w 2014. W wyniku głosowania z 25 maja 2014 uzyskał mandat eurodeputowanego VIII kadencji. W 2017 przeszedł do ugrupowania Wolni Wyborcy, a w 2018 dołączył do partii Bündnis C.